# Messerschmitt P.1107
Die Messerschmitt P.1107 war ein strategisches Bomberprojekt, das im Januar 1945 von der Messerschmitt AG entwickelt wurde.

## Konstruktion
Das Basismuster P.1107, genannt P.1107/I, war ein strategischer Bomber konventioneller Auslegung als Mitteldecker mit vier Turbinen, die paarweise seitlich in den Flächenwurzeln hinter dem Hauptholm angebracht waren, und einem T-Leitwerk. Der spindelförmige Rumpf mit kreisförmigem Querschnitt wurde von der Me 264 übernommen. Er sollte aus Stahl und Duraluminium gefertigt werden, während für die Tragflächen vorerst Holz als Baustoff veranschlagt wurde. Später sollten nur noch die Außenflächen und der Rest aus Metall bestehen. Die P.1107/II war ähnlich, besaß aber ein Schmetterlingsleitwerk. Messerschmitt erarbeitete auch einen fortschrittlichen schwanzlosen P.1107-Vorschlag mit einem Seitenleitwerk und in den Flügelwurzeln eingebauten Turbojets. Eine Aufklärerversion war ebenfalls geplant.
Die Bezeichnung Me 462 wurde für die P.1107 reserviert, aber nicht vergeben, und die P.1107 blieb bis Kriegsende in der Entwicklungsphase.

## Technische Daten
| Kenngröße             | Daten (P.1107/I, Bomber)          | Daten (P.1107/I, Aufklärer)       |
| --------------------- | --------------------------------- | --------------------------------- |
| Besatzung             | 4                                 |                                   |
| Spannweite            | 17,30 m                           | 17,30 m                           |
| Länge                 | 18,40 m                           | 18,40 m                           |
| Höhe                  | 4,96 m                            | 4,95 m                            |
| Flügelfläche          | 60 m²                             | 60 m²                             |
| Pfeilung              | 35°                               | 35°                               |
| Startmasse            | 29.000 kg                         | 29.400 kg                         |
| Antrieb               | vier Heinkel HeS 011, je 1.300 kg | vier Heinkel HeS 011, je 1.300 kg |
| Kraftstoffvorrat      | 15.000 kg                         | 19.400 kg                         |
| Höchstgeschwindigkeit | 990–1.020 km/h                    | 990–1.020 km/h                    |
| Reichweite            | 7.400 km                          | 9.600 km                          |
| Flugdauer             | 8,45 h                            | 11,10 h                           |
| Abwurfmunition        | bis 4.000 kg                      | –                                 |